# Vaixell sense port
Vaixell sense port (original: Transatlantic Merry-Go-Round) és una pel·lícula dramàtica estatunidenca de 1934 amb elements musicals i còmics, dirigida per Benjamin Stoloff. Està doblada al català.

## Argument
El gàngster Lee Lother és assassinat a trets durant un creuer oceànic, i en un flashback se'ns presenta les històries i personatges entrellaçats dels sospitosos: l'estafador i lladre de joies Jimmy Brett i la seva còmplice, una dona que s'acomiada del seu marit sense adonar-se que serà polissó per espiar-la, l'estrella de la revista d'entreteniment del vaixell i el seu germà amb deutes de joc, i l'inspector que interromp les seves vacances per resoldre el cas.
Els nombrosos números musicals de la pel·lícula inclouen un número semblant als de Busby Berkeley, amb noies del cor amb patrons geomètrics filmats des de dalt. Una cançó interpretada per The Boswell Sisters titulada "Rock and Roll", escrita per Richard A. Whiting i Sidney Clare, de vegades s'acredita com el primer ús d'aquest terme en una cançó, encara que en aquest cas la lletra es refereix a el moviment de l'oceà.

## Repartiment
- Gene Raymond com Jimmy Brett
- Nancy Carroll com Sally Marsh
- Jack Benny com Chad Denby
- Sydney Howard com Dan Campbell
- Mitzi Green com Mitzi
- Sid Silvers com Shorty
- Frank Parker as Frank
- Sidney Blackmer com Lee Lother
- Ralph Morgan com Herbert Rosson
- Shirley Grey com Anya Rosson
- Patsy Kelly com Patsy Clarke
- Sam Hardy com Jack Summers
- William 'Stage' Boyd com Joe Saunders
- Robert Elliott com Inspector 'Mac' McKinney
- The Boswell Sisters com elles mateixes
- Allan Cavan com oficial del vaixell (sense acreditar)
- André Cheron com francès (sense acreditar)
- Wallis Clark com capità del vaixell (sense acreditar)
- Don Douglas com portador (sense acreditar)
- Bess Flowers com dona (sense acreditar)
- Mary Forbes com passatger (sense acreditar)
- Esther Howard com passatger (sense acreditar)
- Wilfred Lucas com policia al moll (sense acreditar)
- Tom McGuire com detectiu (sense acreditar)
- Wedgwood Nowell com cambrer (sense acreditar)
- Dennis O'Keefe com passatger (sense acreditar)
- Lee Phelps com porter al moll (sense acreditar)
- Syd Saylor com taxista (sense acreditar)
- Larry Steers com passatger (sense acreditar)

## Producció
El còmic londinenc Sydney Howard va ser importat per protagonitzar-la. El títol original era London Showboat o Showboat of 1934.